# Karthikeyan Vasudevan
Karthikeyan Vasudevan (né le 23 juin 1972 à Bareily, Inde) est un herpétologiste indien.